# Tabanus agnioscibilis
Tabanus agnioscibilis är en tvåvingeart som beskrevs av Austen 1922. Tabanus agnioscibilis ingår i släktet Tabanus och familjen bromsar.
Artens utbredningsområde är Thailand. Inga underarter finns listade i Catalogue of Life.